# Roger Bourdin
Roger Bourdin   (19è districte de París, 14 de juny de 1900 - 17è districte de París, 14 de setembre de 1973) fou un baríton francès, particularment associat al repertori francès. La seva carrera es va basar en gran part a França. La seva filla és l'escriptora Françoise Bourdin.

## Vida i carrera
Nascut al 19è districte de París, Bourdin va estudiar al Conservatori de París, on va ser deixeble d'André Gresse i Jacques Isnardon. Va debutar professionalment a l'Opéra-Comique el 1922, com a Lescaut a Manon Lescaut. El seu debut al Palais Garnier va tenir lloc el 1942, a Mârouf, savetier du Caire, d'Henri Rabaud. La major part de la seva carrera la va passar entre aquests dos teatres, on va crear uns trenta papers, entre ells el paper principal a Bolívar de Darius Milhaud.
Bourdin poques vegades actuava fora de França, però va fer algunes aparicions a la Royal Opera House de Londres (incloent Pelléas a la Mélisande al costat de Maggie Teyte el 1930), La Scala de Milà i el Teatro Colón de Buenos Aires. També va cantar en la primera representació de fragments supervivents del Vaucochard et fils Ier d'Emmanuel Chabrier el 22 d'abril de 1941 a la Salle du Conservatoire amb Germaine Cernay, dirigida per Roger Désormière.
Els seus papers més memorables van ser: Clavaroche a Fortunio d'André Messager, Metternich a L'Aiglon de Jacques Ibert i Arthur Honegger, Duparquet a Ciboulette de Reynaldo Hahn, Lheureux a Madame Bovary d'Emmanuel Bondeville, el capdavanter de Bolívar de Darius Milhaud, però també papers estàndard com Valentin, Athanael, Onegin i Sharpless. En total va cantar uns 100 papers al llarg de la seva llarga carrera.
Bourdin també va ser actiu en l'opereta i com a recital. Va ser el dedicatari de la Chanson à boire (la tercera cançó de Don Quichotte à Dulcinée de Ravel), i de C'est le joli printemps, un dels Poulenc's Chansons villageoises FP 117, de la qual va fer l'estrena el 28 Juny de 1943 a la Salle Gaveau.
Després de retirar-se dels escenaris el 1959, es va convertir en professor al Conservatori de París.
Es pot escoltar en dos enregistraments complets, Faust i Thais, al costat de la seva dona, la soprano Géori Boué, així com a Werther, i L'heure espagnole de Ravel. També va aparèixer a la pel·lícula de l'opereta Coups de roulis d'André Messager i a El barber de Sevilla com a Don Bazile.

## Filmografia seleccionada
- Tossing Ship (Coups de roulis) (1932) - Kermao
- Miss Helyett (1933) - Landrin
- Serenade (1940) - Johann Michael Vogl)